# Gao Xingjian
Gao Xingjian (chinês: 高行健, pinyin: Gāo Xíngjiàn) (Ganzhou, 4 de janeiro de 1940) é um novelista, dramaturgo e crítico literário francês de origem chinesa. Também é um tradutor, sobretudo das obras de Samuel Beckett e Eugène Ionesco, além de se dedicar à pintura.

## Vida
Gao Xinjian nasceu na cidade chinesa de Ganzhou, e cresceu em Taizhou, cidade da província de Jiangsu. Gao Xinjian naturalizou-se francês em 1997.
Foi agraciado com o Nobel de Literatura de 2000, por "uma obra de valor universal, de uma lucidez amarga e uma ingenuidade linguística que abriram novos caminhos para o romance e o teatro chineses".

## Livros publicados em Portugal
- A Montanha da Alma, Dom Quixote (2002)
- Uma Cana de Pesca para o Meu Avô, Dom Quixote (2001)

## Trabalhos Selecionados

### Dramas e performances
- 《絕對 信號》 (Alarme de Sinal, 1982)
  - 1982, no Teatro de Arte do Povo de Pequim
  - 1992, em Taiwan
- 《車站》 (Bus Stop, 1983)
  - 1983, no Teatro de Arte do Povo de Pequim
  - 1984, na Iugoslávia
  - 1986, em Hong Kong
  - 1986, na Grã-Bretanha, University of Leeds, Inglaterra. Traduzido e dirigido por Carla Kirkwood
  - 1991, nos Estados Unidos (Califórnia) Southwestern College, Chula Vista. Traduzido e dirigido por Carla Kirkwood.
  - 1992, na Áustria
  - 1997, nos Estados Unidos (Massachusetts) Smith College, Northampton. Traduzido e dirigido por Carla Kirkwood.
  - 1999, no Japão
  - 2004, na Universidade da Califórnia dos Estados Unidos (Califórnia) em San Diego. Traduzido e dirigido por Carla Kirkwood
- 《野人》 (Wild Men, "Savages", 1985)
  - 1985, no Teatro de Arte do Povo de Pequim
  - 1988, em Hamburgo, Alemanha
  - 1990, em Hong Kong
- 《彼岸》 (The Other Shore, 1986)
  - 1986, publicado na revista Out. (《十月》), Pequim
  - 1990, em Taiwan
  - 1994, traduzido para o sueco por Göran Malmqvist
  - 1995, na Academia de Artes Cênicas de Hong Kong
  - 1997, traduzido para o inglês por Jo Riley como The Other Side
  - 1999, traduzido para o inglês por Gilbert CF Fong
- 《躲雨》 (Proteja a chuva)
  - 1981, na Suécia
- 《冥 城》 (Dark City)
  - 1988, em Hong Kong
- 《聲聲慢 變奏》 (Transição de Sheng-Sheng-Man)
  - 1989, nos Estados Unidos
- 《逃亡》 (Fugitivos)
  - 1990, publicado na revista Today (《今天》)
  - 1990, na Suécia
  - 1992, na Alemanha, Polônia
  - 1993, nos EUA. Traduzido por Gregory B. Lee em Gregory Lee (ed.), Chinese Writing in Exile, Center for East Asian Studies, University of Chicago, 1993.
  - 1994, na França
  - 1997, no Japão, África
- 《生死 界》 (Setor da Morte / Entre a Vida e a Morte)
  - 1991, publicado na revista Today (《今天》)
  - 1992, na França
  - 1994, em Sydney, Itália
  - 1996, na Polônia
  - 1996, nos EUA
- 《山海經 傳》 (Um conto de Shan Hai Jing)
  - 1992, publicado pela Hong Kong Cosmos Books Ltd. (香港 天地 圖書 公司)
  - 2008, publicado pela Chinese University Press como Of Mountains and Seas: A Tragicomedy of the Gods in Three Acts
- 《對話 與 反詰》 (Diálogo e retórica / Diálogo e refutação)
  - 1992, publicado na revista Today (《今天》)
  - 1992, em Viena
  - 1995, 1999, em Paris
- 《週末 四重奏》 (Quarteto de fins de semana / Quarteto de fim de semana)
  - 1999, publicado pela Hong Kong New Century Press (香港 新 世纪 出版社)
- 《夜游神》 (Nighthawk / Nocturnal Wanderer)
  - 1999, na França
- 《八月 雪》 (neve em agosto)
  - 2000, publicado pela Taiwan Lianjing Press (台湾 联 经 出版社)
  - 19 de dezembro de 2002, em Taipei
- 《高行健 戲劇 集》 (coleção)
- 《高行健 喜劇 六種》 (Coleção, 1995, publicada pela Taiwan Dijiao Press (台湾 帝 教 出版社))
- 《行路難》 (Xinglunan)
- 《喀巴拉 山》 (montanha Kebala)
- 《獨白》 (Soliloquy)

### Ficção
- 《寒夜 的 星辰》 ("Constelação em uma noite fria", 1979)
- 《有 隻 鴿子 叫 紅唇 兒》 ("Tal Pigeon called Red Lips", 1984) - uma coleção de novelas
- 《給 我 老爺 買 魚竿》 (Comprando uma vara de pescar para meu avô, 1986–1990) - uma coleção de contos
- 《靈山》 (Soul Mountain, 1989)
- 《一個 人 的 聖經》 (One Man's Bible, 1999)

### Poema
Enquanto era forçado a trabalhar como camponês - uma forma de 'educação' durante a Revolução Cultural - na década de 1970, Gao Xingjian produziu muitas peças, contos, poemas e peças críticas que teve de queimar para evitar as consequências de seu dissidente literatura sendo descoberta. Da obra que produziu posteriormente, ele não publicou nenhuma coleção de poesia, sendo mais amplamente conhecido por seu drama, ficção e ensaios. No entanto, existe um pequeno poema que representa um estilo distintamente moderno semelhante a seus outros escritos:
天葬臺
宰 了 / 割 了 / 爛 搗碎 了 / 燃 一 柱香 / 打 一聲 呼哨 / 來 了 / 就去 了 / 來去 都 乾乾淨淨
Sky Burial
Cortado / Escamado / Esmagado em pedaços / Acenda um incenso / Sopre o apito / Come / Ido / Fora e para fora (13 de abril de 1986, Pequim)

### Outros textos
- 《巴金 在 巴黎》 (Ba Jin em Paris, 1979, ensaio)
- 《現代 小說 技巧 初探》 ("A Preliminary Examination of Modern Fictional Techniques", 1981)
- 《談 小說 觀 和 小說 技巧》 (1983)
- 《沒有 主義》 (Sem -ismos, traduzido por W. Lau, D. Sauviat & M. Williams // Jornal da Sociedade Oriental da Austrália. Vols 27 e 28, 1995–96
- 《對 一種 現代 戲劇 的 追求》 (1988, publicado pela China Drama Press) (中国 戏剧 出版社))
- 《高行健 · 2000 年 文庫 —— 當代 中國 文庫 精讀》 (1999, publicado pela Hong Kong Mingpao Press) (香港明报 出版社)

### Pinturas
Gao é um pintor, conhecido principalmente por sua pintura a tinta e aguada. Suas exposições incluem:
- Le goût de l'encre, Paris, Hazan 2002
- Return to Painting, Nova York, Perennial 2002
- "無 我 之 境 · 有 我 之 境", Singapura, 17 de novembro de 2005 - 7 de fevereiro de 2006
- O Fim do Mundo, Alemanha, 29 de março - 27 de maio de 2007
- Calling for A New Renaissance, Taiwan, 2016